# Gris
《Gris》（又译作）是由西班牙独立游戏工作室Nomada开发的平台冒险游戏，并由Devolver Digital在任天堂Switch、 macOS、Microsoft Windows、PlayStation 4 和 PlayStation 5平台发行。游戏最早发布于2018年12月13日。

## 梗概
游戏讲述名叫Gris的女孩在一个摇摇欲坠的女性雕像前醒来后发生的故事。她试图歌唱，很快开始哽咽，雕像的手分崩离析，令她坠落到下方的无色土地。着陆后，女孩不停前进，遇见一些奇怪的建筑，似乎由神秘星星似的光点提供能源。女孩可以收集这些光点来获得新的能力，比如变成一块石头，以及创造像星座一样的新路径。
到达中心塔后，女孩可以前往四个新地区收集光点，并在与开头出现的相似的女性雕像那找回色彩。这些地区有充满风车的沙漠，郁郁葱葱的森林，水下洞穴以及由光构成的建筑物的世界。一路上，她遇到各种生物，其中一些协助她的旅程，但有一只巨大阴暗的鸟形怪物要吞噬女孩。女孩获得的最后一种力量是再次歌唱的能力，这种能力给各种植物和机械动物带来生命。
女孩最终收集足够多的星星，形成一条通往天堂的星座之路，但最后一条路被这个生物挡住了，它变形成了一个巨大的女孩的相貌，并把她整个吞下。她在黑色有毒淤泥的海洋中醒来，游到水面上。当她爬上一座耸立在海面上的高塔时，生物试图把她拉回来。然而女孩开始唱歌，雕像开始借助她声音的力量开始重组。就在她被黑水完全吞噬之前，雕像活了过来，并开始唱歌，驱逐这个生物和绝望的海洋。女孩和雕像泪流满面地拥抱在一起，她爬上了最后一条星座之路，世界在色彩和光芒的映衬下恢复了原貌。
在游戲過程中玩家若是進行了額外的記憶收集便可在最後關卡觀看Gris的童年彩蛋。

## 开发
技术总监阿德里安·奎瓦斯表示，游戏名即是主角的名字，同时也代表西班牙语中的灰色。
游戏在被移植到PlayStation 4平台时画面有较大提升，比如支持4K分辨率；音频的压缩率也更低。
2020年6月27日，腾讯游戏宣布获得本作的代理权，译作《格莉斯的旅程》，并计划在中国大陆通过自己旗下的“极光计划”发售游戏的智能手机版本。

## 评价
| 汇总媒体   | 得分                              |
| ---------- | --------------------------------- |
| Metacritic | PC: 84/100 NS: 83/100 PS4: 79/100 |

| 媒体           | 得分    |
| -------------- | ------- |
| Destructoid    | 10/10   |
| 电子游戏月刊   | 8/10    |
| Game Informer  | 8.25/10 |
| GameSpot       | 9/10    |
| IGN            | 6.5/10  |
| Nintendo Life  | 9/10    |
| USGamer        | [ 15 ]  |
| VideoGamer.com | 6/10    |
| jeuxvideo.com  | 16/20   |

汇总媒体Metacritic显示，《Gris》收到了“大部分好评”。
《电子游戏月刊》写道：“凭借着引人注目的艺术风格和对极简主义游戏设计的努力，《Gris》成功地将简单、广泛的平台游戏设计成了令人感到特别、意义非凡的游戏。”
GameSpot评价: “《Gris》从本质上理解电子游戏如此神奇的原因，并不断地推动你的想象力，令你获得极度的快乐。随着你的角色能力不断变强并深入这个世界，游戏会以特别的方式重塑自己。游戏知道何时应该拉回视角或播放一首新曲目，也正如此，它敏锐地意识到该在什么时候该结束。就像划过天空的彗星，《Gris》充满了惊奇和美丽，在你的心中留下温暖的光辉。”

### 销量
截至2019年3月，《Gris》在全球卖出了30万份

### 获得奖项
| 年份 | 奖项                        | 分项                          | 结果 | 参考来源      |
| ---- | --------------------------- | ----------------------------- | ---- | ------------- |
| 2019 | 纽约游戏奖                  | 外百老汇最佳独立游戏          | 提名 | [ 19 ]        |
| 2019 | 第46届安妮獎                | 电子游戏人物动画              | 獲獎 | [ 20 ]        |
| 2019 | 第22屆D.I.C.E.遊戲大獎      | 杰出动画成就                  | 提名 | [ 21 ]        |
| 2019 | 第22屆D.I.C.E.遊戲大獎      | 杰出美术设计成就              | 提名 | [ 21 ]        |
| 2019 | 国家电子游戏行业研究院奖    | 动画、美术                    | 提名 | [ 22 ] [ 23 ] |
| 2019 | 国家电子游戏行业研究院奖    | 美术设计，当代                | 獲獎 | [ 22 ] [ 23 ] |
| 2019 | 国家电子游戏行业研究院奖    | 最佳原创合成配乐，新作品      | 提名 | [ 22 ] [ 23 ] |
| 2019 | SXSW Gaming Awards          | 杰出美术                      | 提名 | [ 24 ]        |
| 2019 | SXSW Gaming Awards          | 杰出视觉成就                  | 提名 | [ 24 ]        |
| 2019 | SXSW Gaming Awards          | 杰出配乐                      | 提名 | [ 24 ]        |
| 2019 | SXSW Gaming Awards          | 最具前途新知识产权            | 提名 | [ 24 ]        |
| 2019 | 游戏开发者选择奖            | 最佳首次亮相（Nomada Studio） | 提名 | [ 25 ] [ 26 ] |
| 2019 | 游戏开发者选择奖            | 最佳视觉美术                  | 獲獎 | [ 25 ] [ 26 ] |
| 2019 | 第15届英国学院游戏奖        | 最佳艺术成就                  | 提名 | [ 27 ]        |
| 2019 | 第15届英国学院游戏奖        | 最佳首次亮相                  | 提名 | [ 27 ]        |
| 2019 | 第15届英国学院游戏奖        | 最佳音乐                      | 提名 | [ 27 ]        |
| 2019 | 意大利电子游戏奖            | 最佳美术设计                  | 提名 | [ 28 ]        |
| 2019 | 意大利电子游戏奖            | 最佳独立游戏                  | 獲獎 | [ 28 ]        |
| 2019 | 意大利电子游戏奖            | 最具内涵                      | 提名 | [ 28 ]        |
| 2019 | 2019年威比奖                | 最佳视觉设计                  | 獲獎 | [ 29 ]        |
| 2019 | Games for Change獎          | 最佳游戏                      | 獲獎 | [ 30 ] [ 31 ] |
| 2019 | 金摇杆奖                    | 最佳视觉设计                  | 提名 | [ 32 ]        |
| 2019 | Fun & Serious Game Festival | 最佳美术                      | 獲獎 | [ 33 ] [ 34 ] |
| 2019 | Fun & Serious Game Festival | 最佳西班牙作品                | 提名 | [ 33 ] [ 34 ] |
| 2019 | 游戏大奖                    | 最佳美术设计                  | 提名 | [ 35 ] [ 36 ] |
| 2019 | 游戏大奖                    | 最具冲击力游戏                | 獲獎 | [ 35 ] [ 36 ] |
| 2019 | 游戏大奖                    | 新鲜独立游戏（Nomada Studio） | 提名 | [ 35 ] [ 36 ] |

## 影响
2019年11月6日，《Gris》的发行商Devolver Digital在推特指责开发商The Fabulous发布的一个应用宣传视频中有抄袭《Gris》的元素。The Fabulous下架了视频并表示相关不当行为是“无心的”，他们同时从很多电子游戏中获得灵感，视频中的美术素材可能是组中的某个人从《Gris》中发掘灵感导致。

## 未来
Nomada Studio表示GRIS的下一部《NEVA》讲述了Alba的故事，一位少女在遭遇黑暗势力的痛苦后，与一只好奇的狼崽在一起。他们一起踏上了危险的旅程，穿越一个曾经美丽的世界，而这个世界在他们周围慢慢腐烂。